# Molara (famiglia)
La famiglia Molara è stata una famiglia nobile italiana.

## Storia
Gli storici Felice Contelori, Francesco Capecelatro, Gaetano Moroni, Giuseppe Marocco, Ludovico Antonio Muratori e Pietro Antonio Corsignani concordano nell'identificarne l'origine in uno dei primi rami della famiglia Conti (di Anagni, di Castel Zancato, di Ceccano, dei Marsi, della Molara, di Segni) originarie del Ducato di Spoleto, il cui capostipite è da identificare in Trasmondo III, duca di Spoleto. Dal duca Trasmondo III discesero, Trasmondo IV, suo figlio primogenito, Attone, Berardo e Crescenzio, dal primo dei quali a loro volta discesero – tra gli altri – i fratelli Lotario, futuro papa Innocenzo III, ed Annibaldo. Da quest'ultimo la famiglia, progressivamente, iniziò ad appellarsi Conti Annibaldi della Molara, Annibaldi della Molara, oltre che, semplicemente, Molara, intrecciando i propri destini con quelli degli Annibaldi, via via propriamente detti.
Oltre alle investiture cardinalizie (tra le quali spicca quella del cardinale Riccardo Annibaldi), dall'XI al XIX secolo la famiglia Molara ha avuto nella storia amministrativa di Roma un ruolo preminente attraverso la partecipazione al Senato Romano Moderno. I membri della famiglia ricoprirono per 81 volte la carica di caporione e priore dei caporioni e per 28 volte quella di conservatore. Nel XVIII secolo, conseguentemente all'unione con i marchesi Caucci, nobili romani, la famiglia si è transfusa in Caucci Molara, con la prosecuzione dei relativi giuspatronati.